# Silvia Rueda Pascual
Silvia Rueda Pascual es una ingeniera informática española y doctora en Ingeniería Informática por la Universitat de València. Desde mayo de 2023 es vocal asesora en el gabinete de la ministra de Ciencia e Innovación Diana Morant y la directora de la Unidad de Mujeres y Ciencia en el Ministerio de Ciencia e Innovación.
Entre abril de 2022 y mayo de 2023 fue la Directora Territorial en Valencia de la Conselleria de Innovación, Universidades, Ciencia y Sociedad Digital.
Entre 2015 y 2021 fue directora del Departamento de Informática de la Universidad de Valencia. Fue la impulsora de la iniciativa Girls4STEM y la Directora de la Cátedra de Brecha Digital de Género GVA-UV entre 2020 y 2022.

## Trayectoria
Hasta su entrada en la Conselleria, Silvia Rueda Pascual era Profesora Titular en el Departamento de Informática de la Escola Tècnica Superior d'Enginyeria (ETSE-UV) de la Universidad de Valencia, del que fue directora entre 2015 y 2021, siendo la primera mujer en acceder a la dirección de este departamento.
Su actividad profesional la ha desarrollado en la Universidad dedicándose a la docencia y la investigación, pero también ha llevado a cabo tareas de gestión.
Con cerca de 20 años de experiencia docente, desde el año 2016, fue responsable de un grupo de innovación docente que involucraba a profesorado y estudiantado de diversas titulaciones de la UV.
Su trayectoria investigadora se divide en tres grandes líneas: 1. Realidad Virtual e Informática Gráfica, 2. Ingeniería del Software y 3. Brecha Digital de Género. Con ellas ha participado en multitud de proyectos de investigación, transferencia y divulgación, con diferentes entidades públicas y empresas del sector TIC, a raíz de los cuales ha publicado numerosos trabajos en revistas y congresos nacionales e internacionales.
Estas líneas culminaron con la creación del grupo de investigación TADeSP (Técnicas Avanzadas de Desarrollo de Software centrado en la Persona) que trabaja en diversas líneas de investigación interrelacionadas y complementarias, que comparten el objetivo común de analizar los aspectos que intervienen en la relación de la persona que interacciona con el software a desarrollar. Siempre teniendo en cuenta la perspectiva de género y la diversidad de las personas que usarán las aplicaciones, con el objetivo último de proporcionar avances en la calidad del software desde el punto de vista humano.
Silvia Rueda Pascual, en su labor universitaria como docente e investigadora, ha realizado estancias en universidades y centros de investigación en diferentes países y ha participado en congresos y conferencias, proyectos de investigación y comités de representación, etc.
Tiene publicados artículos en diferentes revistas y publicaciones científicas que se pueden encontrar su relación entre otros en Google Academics.
Ha sido responsable STEM-UV (Science, Technology, Engineering & Mathematics) dentro del Vicerrectorado de Igualdad, Diversidad y Sostenibilidad de la UV y Directora de la Cátedra de Brecha Digital de Género de la UV con la Generalitat Valenciana. Además, coordinaba el proyecto Girls4STEM dirigido al fomento de las vocaciones STEM, muy especialmente entre las chicas.
Es miembro de la Asociación de Mujeres Investigadoras y Tecnólogas (AMIT), del Colegio Oficial de Ingeniería Informática de la Comunidad Valenciana (COIICV) y del Consejo General de Consejos Profesionales de Ingeniería Informática (CCII), de la Asociación de Informática de la Comunidad Valenciana: Som Digitals, en la que forma parte de la Juta Directiva. También forma parte de la Sociedad Científica Informática de España (SCIE) y la Asociación de Enseñantes Universitarios de la Informática (AENUI), y de los grupos de trabajo sobre mujer y género en ambas asociaciones.
Desde estos puestos trabaja activamente para promover la igualdad de género, particularmente en el campo de la ingeniería  y por ayudar a cerrar la Brecha Digital de Género motivo por el que en 2022 recibió el Premio Sapiens Académic del Colegio Oficial de Ingeniería Informática de la Comunitat Valenciana por su trabajo en favor de la igualdad de género en el sector STEM-TIC.
Actualmente, continua esta labor desde su posición como Directora de la Unidad de Mujeres y Ciencia en el Ministerio de Ciencia e Innovación, trabajando para avanzar hacia la igualdad efectiva de las mujeres en la I+D+I.

## Girls4STEM
El proyecto Girls4STEM surge en la Escuela Técnica Superior de Ingeniería (Universidad de Valencia) ante el escaso número de mujeres en las carreras STEM (Ciencia, Tecnología, Ingeniería y Matemáticas) y tiene el objetivo fundamental motivar la incorporación de los y las jóvenes a estos estudios, poniendo el foco especialmente en las chicas.
Gracias a la colaboración de multitud de mujeres expertas en las áreas STEM, tanto a nivel nacional como internacional, pretenden crear una red para divulgar y hacer visible las carreras científicas y tecnológicas, empleando referentes femeninos que visibilicen la participación de la mujer en estas áreas.
Para lograr su objetivo cuentan con el apoyo de entidades e instituciones que puedan acercar a las profesionales STEM a los colegios y centros preuniversitarios, motivo por el que el proyecto recibió de la Delegación del Gobierno de Valencia el Premio Meninas 2022.
La divulgación de las profesiones STEM permite no solamente que cada vez más mujeres se incorporen a estas profesiones, sino también para dar a conocer sus logros y su repercusión en los avances de la sociedad.